# Helmut Gels
Helmut Gels (* 8. Oktober 1952 in Meppen) ist ein deutscher Politiker (CDU). Er war von 2011 bis 2019 hauptamtlicher Bürgermeister der niedersächsischen Kreisstadt Vechta. Seit 2020 ist Gels Präsident des Deutschen Roten Kreuzes Landesverband Oldenburg.

## Leben
Von 1972 bis 1978 war Helmut Gels bei der Luftwaffe der Bundeswehr. Von 1981 bis 1987 studierte er Rechtswissenschaft an der Universität Osnabrück. Er war dort in dieser Zeit auch wissenschaftlicher Mitarbeiter am Lehrstuhl für Öffentliches Recht und dem Institut für Kommunalrecht bei Jörn Ipsen. Sein zweites juristisches Staatsexamen absolvierte Helmut Gels am Oberlandesgericht Oldenburg. Seit 1990 ist er Rechtsanwalt. Von 1991 bis 1992 war er Leiter des Rechtsamtes des Landkreises Vechta, von 1992 bis 1993 Richter am Verwaltungsgericht Oldenburg und von 1993 bis 2005 Stadtdirektor in Vechta. Er war auch Geschäftsführer des Vechtaer Jugendreisebüros Höffmann und danach Partner der Steuerberater- und Anwaltskanzlei Gels, Lüschen & Partner in Vechta. Von Mai 2006 bis Oktober 2007 war er Hauptgeschäftsführer und Rechtsanwalt beim Deutschen Schaustellerbund (DSB) in Berlin-Mitte. Er war im Anschluss Mitglied im Stadtrat der Stadt Wolfsburg, dort zuletzt als Leiter des Dezernats für Finanzen, Kultur und Bildung. Sein Amt als Stadtkämmerer unter Oberbürgermeister Rolf Schnellecke kündigte er nach drei Monaten wieder, um zum Deutschen Schaustellerbund zurückzukehren. Dort war er ab Mai 2008 erneut Hauptgeschäftsführer. Für den Deutschen Schaustellerbund führte er zum Beispiel im Juli 2008 in Hannover Verhandlungen mit dem Präsidenten der deutschen UNESCO-Kommission Walter Hirche und Generalsekretär Roland Bernecker über die Aufnahme der deutschen Volksfeste in die Liste der Immateriellen Kulturgüter.
Helmut Gels ist verheiratet und hat zwei Söhne.

## Bürgermeisteramt
Schon 2005 bewarb sich Helmut Gels um das Bürgermeisteramt, konnte sich vorab jedoch CDU-intern nicht gegen den Parteifreund Josef Kläne durchsetzen. Zur Bürgermeisterwahl in Vechta am 11. September 2011 trat Helmut Gels gegen den SPD-Kandidaten Hubert Wolking an. Gels gewann die Wahl mit 58,03 Prozent der gültigen Stimmen bei einer Wahlbeteiligung von 53,10 Prozent. Er löste damit Niedersachsens Ex-Landwirtschaftsminister Uwe Bartels ab, der die Bürgermeisterwahl 2005 für sich entschieden hatte und erster SPD-Bürgermeister der Stadt wurde. Bartels konnte 2011 aus Altersgründen nicht mehr kandidieren. Ebenfalls aus Altersgründen trat Gels zur Bürgermeisterwahl 2019 in Vechta nicht mehr an. Sein Nachfolger dort wurde Kristian Kater (SPD).

## Engagement
Im Niedersächsischen Städtetag engagierte sich Helmut Gels in seiner Zeit als Stadtdirektor Vechtas als Mitglied des geschäftsführenden Präsidiums, Vorsitzender der Bezirkskonferenz Oldenburg und des Arbeitskreises im ländlichen Raum sowie stellvertretender Vorsitzender des Rechts- und Verfassungsausschusses. Als Bürgermeister ist er im Präsidium des Niedersächsischen Städtetages Stellvertreter des Meppener Bürgermeisters Jan Erik Bohling. Im Deutschen Städtetag war er Mitglied des Sportausschusses.
In der Universität Vechta war er Mitglied des Hochschulrates, in der Karnevalssaison 2005/06 Präsident des Karnevalsvereins Ehrengilde Vechta. Er ist stellvertretender Vorsitzender des Vechtaer Kunstvereins Kaponier. In der Kommunalpolitischen Vereinigung Niedersachsen, einer Unterorganisation der CDU, ist er seit 1999 Mitglied des Arbeitskreises Finanzen.
Helmut Gels wurde am 3. Juni 2020 in Oldenburg (Oldb) zum Präsidenten des DRK-Landesverbandes Oldenburg gewählt.